# Autodesk
Autodesk, Inc. (NASDAQ: ADSK
) és una corporació multinacional estatunidenca que se centra en programari de disseny 2D i 3D per a l'ús en arquitectura, enginyeria i construcció, manufactura i mitjans de comunicació i entreteniment. Autodesk va ser fundada el 1982 per John Walker, coautor de les primeres versions del producte principal, el programari de CAD AutoCAD, i dotze altres. La seva seu està a San Rafael, Califòrnia. Autodesk s'ha tornat coneguda pel seu programari de disseny assistit per ordinador AutoCAD. A més d'AutoCAD, Autodesk desenvolupa solucions de prototips digitals per visualitzar, simular i analitzar l'actuació del món real utilitzant un model digital durant el procés de disseny. La companyia també desenvolupa programari de modelatge d'informació d'edificis per generar i administrar les dades d'habitatge a partir d'un model d'edifici de tres dimensions. Autodesk també proporciona la creació de mitjans digitals i programari de gestió de d'efectes visuals per a cinema i televisió, correcció de color i edició d'animacions, desenvolupament de jocs i visualització de dissenys.